# 香花桥
香花桥位于中国江苏省常熟市虞山锦峰，是一座花岗石单孔石拱桥，跨拂水涧上，南北走向，在藏海寺山门前。长8.5米，宽3米，高1.6米。香花桥始建于明，清咸丰十年（1860年）战乱中毁损，光绪十七年（1891年）藏海寺僧道机重建。桥联两副，分别是“弓影腾空流通万壑，花名独表香透重门”和“虹腰高卧泉石奔腾，雁齿横排云烟出没”。1982年11月17日，香花桥公布为常熟市文物保护单位。